# Better Love (песня Катерины Дуски)
«Better Love» (с англ. — «Любовь получше») — песня греческой певицы Катерины Дуски, представленная на конкурсе «Евровидение-2019» в Тель-Авиве.

## Евровидение
Песня «Better Love» была написана Дуской, греческим певцом Леоном из Афин, и шотландским певцом Дэвидом Снеддоном. Песня была описана ERT, конкурирующим вещателем Греции, как песня о высшей любви, конкретно безусловной и непримиримой любви. Дуска объяснила, что песня должна была выразить форму приглашения или объятия, чтобы понять, что такое любовь и что на самом деле означает любовь.
Дуска был объявлена представителем Греции на центральной программе новостей ERT 14 февраля 2019 года, в то время как название песни было раскрыто через два дня. Официальный видеоклип был показан 6 марта 2019 года на специальном шоу для новой программы ERT.

## Композиция
| №  | Название      | Длительность |
| -- | ------------- | ------------ |
| 1. | «Better Love» | 3:01         |

## Чарты
| Чарт (2019)                   | Высшая позиция |
| ----------------------------- | -------------- |
| Греция (Airplay Chart)        | 18             |
| Греция (Digital Single Chart) | 4              |
| Литва (AGATA)                 | 83             |